# Milan Tepavac
Milan Tepavac Tarin (Sombor, 1957) je srpski slikar.

## Biografija
Diplomirao je na Fakultetu primenjenih umetnosti i dizajna u Beogradu. Pohađao je 1989. godine slikarski atelje u Parizu - Marly le Roi kao stipendista francuske vlade, povodom 200 godina Francuske revolucije. Specijalizirao je 1990. godine slikarstvo i grafiku na Academia de Bellas Artes u Madridu, Universidad Complutense, kao stipendista španske vlade. Magistrirao je 2003. godine na prvim interdisciplinarnim magistarskim studijama na Univerzitetu umetnosti u Beogradu, na katedri za višemedijsku umetnost kod  profesora Čedomira Vasića i Vladana Radovanovića.
Kao autor teksta, režije i scenografije za predstavu „Doručak na travi“ deo je Novog talasa u srpskoj umetnosti začetog u SKC (1983, SKC Beograd). Takođe je autor teksta i scenografije za pozorišnu predstavu  „Čekajuči vizu“ premijerno izvedena u Beču, 2009. na “Right and Wrong“ 1. Svetskom  Festivalu pozorišta za  mlade.
Autor je kao pisac i dizajner (u saradnji sa Vladimirom Perićem Talentom) knjige „Ruke na zemlji/sećanja na Eleonoru Bruk“, izdavač Publikum, 2008.
Jedan je od osnivača studija za vizuelne i izvođačke umetnosti „Iskorak“ (Beograd, Dom Omladine, 2000.) Autor je više video radova,  performansa, plakata, pozorišnih scenografija i radionica vizuelnih umetnosti.
Dela mu se nalaze u galerijama, muzejima i privatnim kolekcijama. Od 2006. godine svake godine boravi i stvara jedan kraći vremenski period i u Parizu. Od 2011. godine predaje i vodi umetničko-obrazovnu nastavu u Centru za likovno obrazovanje Šumatovačka u Beogradu. Živi i radi u Beogradu kao slobodan umetnik.

## Galerija
- Autosortiranje zidna instalacija, 300 cm x 260 cm, 2015.
- Supa Niki de Saintphaill, 55 cm x 40 cm, ulje i kolaž na drvetu 2015.
- Konferencijska supa, 110 cm x 80 cm, kombinovana tehnika, ulje i disperzija, 2012.
- Sortiranje, 180 cm x 140 cm, komb. tehnika na platnu, 2015.
- Molitva, ulje na platnu, 45 cm x 35 cm, Pariz 2014.
- Paralelni svetovi-sortiranje, kolaž +slika, 200 cm x 40 cm, 2015.
- C Autoportret sa ogledalima,objekat, drvo, ogledalo, 180 cm x 40 cm, 2007.
- KOPENHAGEN objekat- Izbori se-kolaž u pihtijama od silikona instalacija Pariz 2009.
- Umetnik u oltaru, komb. tehnika na drvetu, 50 cm x 40 cm, 2008.
- Konferencija o klimatskim promenama 200 cm X 40 cm, komb. tehnika, na drvetu 2009.
- Granica, instalacija sa akvarijumom, 280 cm x 160 cm, 2004. god. Galerija Haos.
- Galerija Haos, Beograd, 2004 god, Granica, instalacija sa akvarijumom, dig. crtež
- FELIX CULPA- Otmica, instalacija sa žitom i ogledalima, Galerija KCB. 1995.
- Otmica-skice za instalaciju Felix culpa, kolaž 110 cm x 80 cm 1995.
- Crvena supa ulje na platnu 110 cm 110 cm 2000.
- Seobe-Migracije, crtež kolaž, 70 cm x 40 cm, 1994.
- Rituali-Ada Ciganlija, komb. tehnika, 100cmx 70 cm 1986.

## Značajnije samostalne izložbe
- 2015. Beograd, Galerija ULUS „Sortiranje“ slike i objekti[4]
- 2011. Beograd, Galerija Stepenište, Centar za likovno obrazovanje „Šumatovačka“ izložba višemedijske umetnosti i live performans

Spomenik građanki i građaninu
- 2010. Paris, Galerija Kulturnog Centra Srbije „Different mai pareill“ samostalna izložba višemedijske umetnosti Milana Tepavca[6]
- 2010. Beograd, Galerija Atrijum, Biblioteka grada Beograda
- 2009. Kopenhagen, samostalna izložba „Different but same“ povodom otvaranja Kulturnog Centra Srbije u Danskoj
- 2007. Beograd, Galerija ULUS „Nakon upravo sad“[7]
- 2004. Beograd, Galerija Haos „Granica“ instalacija sa akvarijumom[8]
- 2001. Beograd, Galerija KCB  „Soba je svet“
- 1997. Paris, Galerija Art Present „Znaci vremena“
- 1988. Sombor, Galerija KC „Laza Kostić“
- 1998. Beograd  galerija Media Centra
- 1995  Beograd, Galerija KCB, „Felix culpa“ instalacija sa žitom
- 1995. Novi Pazar, Galerija Sopoćanska vidjenja, samostalna izložba  povodom 20 godina kolonije Sopoćani
- 1992. Zemun, Galerija Stara Kapetanija, „Lep kraj“ slike, crteži, instalacija
- 1988. Zagreb, Galerija SC „Urban Ritual room“ slike, objekti, video radovi
- 1987. Beograd, Galerija Zećević „Rituali“ slike i video radovi
- 1987. London, Galery Creative Image, Bond street, slike iz ciklusa Rituali
- 1986. Novi Sad, Velika galerija Kulturnog Centra „Radivoj Ćirpanov“ slike, crteži, video performans „Cepanje slike“ u saradnji sa  Dianom Kržanič
- 1984. Sombor, Galerija Likovne Jeseni, slike, crteži, performans „Novo telo“ u saradnji sa D. Kržanić i J. Ristovski
- 1983. Beograd, Galerija SKC “Neobična stvarnost“ povodom predstave „Doručak na travi“
- 1979.  Sombor, Narodno pozorište Sombor, eksperimentalna izložba izvedena na pozorišnoj sceni u saradnji sa pijanistkinjom Brankom Parlić
- 1978.  Sombor, Dom Omladine, performans i eksperimentalna izložba slika

## Značajnije grupne izložbe
Izlagao je na velikom broju značajnijih grupnih izložbi u ex Yu, u Srbiji i u inostranstvu: Oktobarski salon, Trijenale jugoslovenskog crteža, Aprilski susreti, Bijenale Milena Pavlović Barilli,  Alternative-film-video, Svetlosti i senke Pariz, Likovna jesen, L’operation Cimaise Baby, Crtež i mala plastika. Pariske vertikale, Jesenja izložba, Lict und Unterwelt, Prolećna izložba, Bijenale minijature, Kolekcija Galerije Haos, Evropski umetnik-srpski umetnik, Kolekcija Work in progress, Binomes-Paris (u saradnji sa Eve Morcrette), Višemedijska umetnost ...
U inostranstvu je izlagao na grupnim i samostalnim izložbama u Francuskoj, Engleskoj, Mađarskoj, Španiji, Bugarskoj, Nemačkoj,
Danskoj...

## Nagrade
- 1984. Otkupna nagrada Iz fonda „Likovne Jeseni“ Sombor,
- 1986. Otkup iz Fonda „Moša Pijade“ za mlade talente,
- 1997. Nagrada za slikarstvo Ministarstva za kulturu RS na VII međunarodnom Bijenalu Milena Pavlović Barilli u Požarevcu.

## Spoljašnje veze
- Sarajevske sveske/Vida Ognjenović:LIKOVNA FILOZOFSKA BAJKA MILANA TEPAVCA
- Danas/Intervju: Nastupilo je vreme besomučnog takmičenja